# Liam Young
Liam Young (* 13. března 1979, Austrálie) je designér a architekt působící ve Velké Británii.
Je zakladatelem a členem umělecké skupiny Tomorrow's Thoughts Today a podílí se na tvorbě designerského studia Unknown Fields Division. V roce 2014 vytvořil společně s velšským hudebníkem a hudebním skladatelem Johnem Calem audiovizuální dílo LOOP>>60Hz: Transmissions from The Drone Orchestra. Dále je také společně s designérkou Kate Davies autorem experimentálního projektu nazvaného Unknown Fields.
Architektonický časopis Blueprint jej roku 2010 zařadil mezi pětadvacet lidí, kteří změní architekturu a design. Rovněž se věnoval pedagogické činnosti na londýnské architektonické škole Architectural Association a byl hostujícím profesorem na Princetonské univerzitě. V roce 2013 byl jedním z kurátorů festivalu Lisbon Architecture Triennale. Roku 2016 režíroval film In the Robot Skies, který byl celý natáčen pomocí dronů.